# Waldsee
Waldsee település Németországban, Rajna-vidék-Pfalz tartományban. Lakosainak száma 5943 fő (2023. december 31.).

## Népesség
A település népességének változása:
| Lakosok száma | 4265 | 5897 | 5933 | 5916 | 5960 | 5943 |
|               | 1975 | 2017 | 2019 | 2021 | 2022 | 2023 |